# Richard Marner
Richard Marner, właśc. Aleksander Mołczanow (ur. 27 marca 1921 w Piotrogrodzie, zm. 18 marca 2004 w Perth) – brytyjski aktor rosyjskiego pochodzenia, najszerzej występował w roli niemieckiego pułkownika von Strohma w popularnym serialu komediowym o II wojnie światowej ’Allo ’Allo!.

## Życiorys
Był trzyletnim dzieckiem, gdy jego rodzina wyemigrowała z Rosji do Finlandii, skąd przeniosła się do Niemiec i wreszcie do Wielkiej Brytanii. Jego babcia, pisarka Olga Nowikow, została znaną działaczką rosyjskiej emigracji. W czasie II wojny światowej wstąpił do Royal Air Force i przeszedł szkolenie w Afryce Południowej, lecz ostatecznie opuścił wojsko z przyczyn medycznych.
Po powrocie do cywila przyjął jako pseudonim brytyjskie nazwisko Richard Marner i podjął karierę aktorską, choć w życiu prywatnym nadal używał nazwiska Sasza Mołczanow (w angielskim zapisie „Sacha Molchanoff”). Oprócz angielskiego i swojego ojczystego rosyjskiego znał biegle także francuski i niemiecki, co szybko uczyniło z niego wziętego specjalistę od ról cudzoziemców. W 1951 wystąpił w filmie Afrykańska królowa u boku Humphreya Bogarta i Katharine Hepburn. Do innych znanych filmów z jego udziałem należały m.in. Parszywa dwunastka, Żyje się tylko dwa razy czy Chłopcy z Brazylii. Zagrał także gościnnie w serialu wojennym Secret Army.
W 1982 otrzymał swoją najbardziej znaną rolę, pułkownika von Strohma w ’Allo ’Allo!. Występował w tej produkcji przez cały okres jej emisji, aż do 1992 roku. W 2002 zagrał prezydenta Rosji w filmie Suma wszystkich strachów. Była to jego ostatnia rola ekranowa przed śmiercią.

### Życie prywatne
Żoną Marnera była aktorka Pauline Farr, z którą miał jedno dziecko i troje wnucząt. Pomimo faktu, iż większość dorosłego życia spędził w Wielkiej Brytanii, zawsze czuł się członkiem rosyjskiej diaspory. W 1991 znalazł się w grupie 600 przedstawicieli tzw. białej emigracji, którzy na zaproszenie ówczesnego mera Moskwy Borysa Jelcyna wzięli udział w tzw. Kongresie Rodaków.